# Боргоратто-Мормороло
Боргоратто-Мормороло (итал. Borgoratto Mormorolo) — коммуна в Италии, находится в регионе Ломбардия, в провинции Павия.
Население составляет 436 человек (2008), плотность населения составляет 27 чел./км². Занимает площадь 16 км². Почтовый индекс — 27040. Телефонный код — 0383.
Покровителями коммуны почитаются святые Корнилий и Киприан, празднование 8 сентября.

## Демография
Динамика населения:

## Администрация коммуны
- Официальный сайт: